# Akar László
Akar László (Budapest, 1953. május 28. –) magyar közgazdász, politikus, államtitkár.

## Életpályája
1972–1977 között a Marx Károly Közgazdaságtudományi Egyetem népgazdasági tervező-elemző szakán tanult, ahol okleveles közgazda lett. 1977–1986 között az Országos Tervhivatal közgazdasági főosztályának előadója, főelőadója, csoportvezetője és osztályvezető-helyettese volt. 1986–1990 között a gazdaság-irányítási és pénzügyi főcsoport főosztályvezetője, főcsoport főnökhelyettese, majd megbízott főcsoportfőnöke volt. 1990-ben a Pénzügyminisztérium főosztályvezetőjeként dolgozott. 1990–1992 között a Coopholding Vagyonkezelő Rt. vezérigazgatója volt. 1992–1994 között a Hungaroholding Vagyonkezelő Rt. vezérigazgatójaként tevékenykedett. 1992–1998 között az MSZP központi pénzügyi ellenőrző bizottságának tagja volt. 1994–1998 között a Pénzügyminisztérium politikai államtitkára és a gazdasági kabinet titkára volt. 1998–2019 között a GKI Gazdaságkutató Rt. vezérigazgatója volt. 1998–2001 között a Magyar Nemzeti Bank felügyelőbizottságának tagja, 2002–2007 között elnöke volt. 2002–2010 között a MOL Rt. igazgatóságának tagja volt. 2006–2007 között az Unicredit Nemzetközi Tanácsadó Testület tagja volt. 2019-től a GKI Zrt. Felügyelő Bizottsága elnöke.

## Családja
Szülei: Akar László és Károlyi Ibolya voltak. 1980-ban házasságot kötött Körmendy Teréziával. Két gyermekük született: Zsófia (1983) és Péter (1985).

## Művei
- A kisebb államháztartási hiányról (Világgazdaság, 2000)
- Kossuth terv kellene (Világgazdaság, 2000)
- Gondolatok a költségvetés helyzetéről (Bank és Tőzsde, 2002)
- Az étkezési utalvány szerepe (Adler Judittal; Munkaügyi Szemle, 2003, 2006)
- Az EU csatlakozás hatásairól és a gazdaságpolitikai mozgástérről (Külgazdaság, 2004)
- Az állam és háztartása (Cégvezetés, 2004)
- Versenyképesség és adórendszer Magyarországon (2006)
- A gazdaságpolitikai fordulat és az új konvergencia program (Pénzügyi Szemle, 2007)
- Göröngyös úton az euró felé (Kopik Tamással, 2007)
- Hungarian euro-zone entry, as early or as late as possible? (2010)

## Díjai
- Heller Farkas-díj (2005)